# Wellin
Wellin ist eine belgische Gemeinde im Bezirk Neufchâteau der Provinz Luxemburg.
Die Gemeinde besteht aus den Ortschaften Wellin, Chanly, Halma, Lomprez und Sohier.

## Geschichte
Schon 746/747 erscheint der Ort in den Besitzverzeichnissen der Abtei Stablo/Stavelot, dann wieder 751/768 (Arnulfinger_015, Stavelot_021).
862 bestätigt Kaiser Lothar II. dem Kloster Stablo Besitz „in villa Uuatlinio“ (D_Lo_II, 017). 873 wiederholt König Ludwig der Deutsche diese Besitzbestätigung (D_LD, 147).
1839 kommt Wellin zur belgischen Provinz Luxembourg.
Ende 1944 gibt es hier schwere Kämpfe zwischen einer britischen und einer deutschen Armee. Wellin wird schließlich Anfang 1945 von amerikanischen Truppen befreit.

## Persönlichkeiten
- Jules Thiry (1898–1931), Wasserballspieler

## Weblinks

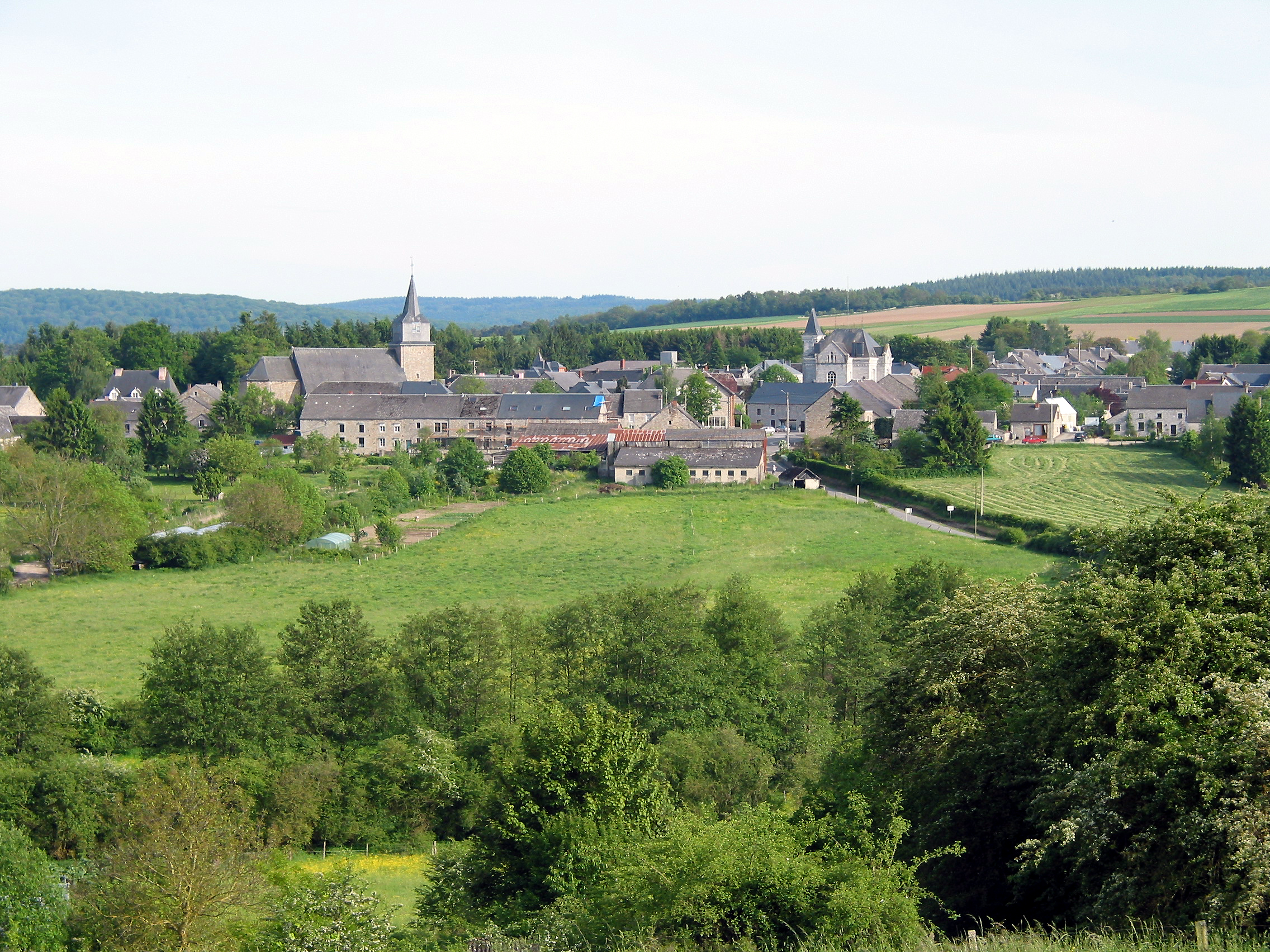
Blick auf Wellin